# Juan Pujol García
Juan Pujol García [chuan puchol garsía] (14. února 1912 Barcelona, Španělsko – 10. října 1988 Caracas, Venezuela) byl španělský špion-samouk v období 2. světové války. Působil jako dvojitý agent. Zastával silné protinacistické přesvědčení, a nechal se proto najmout Němci, kterým dodával falešné informace. V roce 1942 začal pracovat pro britskou tajnou službu.
V roce 1944 tak v rozmezí pěti měsíců získal vysoká vyznamenání od obou soupeřících stran – Železný kříž, což osobně schválil Adolf Hitler, tak Řád britského impéria z rukou anglického krále Jiřího VI.

## Život
Když vypukla Španělská občanská válka, Pujol nedobrovolně narukoval k republikánským (levicovým) oddílům kavalerie. Za levicové vlády Druhé Španělské republiky však jeho matka-katolička, a také sestra a její snoubenec skončili ve vězení. Z armády tak Pujol dezertoval a sám byl rovněž zatčen. Z vězení ho osvobodila podzemní monarchistická karlistická skupina. Začal pak pracovat jako manažer drůbeží farmy, pak ale podnik zabavila republikánská vláda. Rozhodl se, že dezertuje k frankistům, kvůli čemuž nejdřív znovu nastoupil do republikánské armády. Ani s frankisty ale nesouzněl a když byl po vítězství diktátora Francisca Franca v roce 1939 propuštěn z armády, rozhodl se postavit se do opozice proti nacismu.
Třikrát oslovil britskou tajnou službu, třikrát byl odmítnut. Pro práci agenta neměl žádnou kvalifikaci a ani neuměl anglicky. Rozhodl se tedy jednat samostatně. Stylizoval se jako fanatický přívrženec nacismu. V poválečném chaosu se mu podařilo vytvořit si falešnou identitu státního úředníka, který v Lisabonu dozírá na mezinárodní obchod. Poté kontaktoval madridskou pobočku abwehru. Němcům nabídl, že jako zvláštní španělský vyslanec v Portugalsku jim může dodávat informace z Londýna. Němci přijali a pověřili ho úkolem založit ve Velké Británii zpravodajskou síť. Pujol, alias agent Alaric, dostal školení základního kódování, šifrovací knížku, neviditelný inkoust a 600 liber.
Pujol ale do Británie neodjel. Zůstal v Lisabonu a zpravodajskou síť vytvářel jen ve své fantazii. Němcům posílal zprávy, které detailně odpovídaly na jejich otázky ohledně britské armády a vojenských aktivit nepřítele, vedl si cestovní deník s náklady. Čerpal z cestovního průvodce, španělských novin a jízdních řádů, všechno ostatní si vymýšlel. Síť jeho zpravodajců, kterou pojmenoval Arabal, v roce 1942 zahrnovala 27 agentů, kteří byli zcela fiktivní. Každý z nich měl svůj životní příběh, byly mezi nimi postavy jako např. Venezuelan žijící v Glasgow, indiskrétní americký seržant nebo velšský nacionalista ze Swansea, předák skupiny fašistů označujících se jako Bratři árijského světového řádu. Jeho aktivity neušly Britům a když dokázal vyslat konvoj německých ponorek za smyšlenými ponorkami spojenců, sami ho oslovili. Stal se tak dvojitým agentem, u MI5 s krycím jménem Garbo.
Největším přínosem Pujola je jeho podíl na operaci Fortitude, kterou v roce 1944 chtěli spojenci odvést pozornost od plánovaného vylodění v Normandii a navést Němce do oblasti u Pas-de-Calais. Maximálně zkreslil vojenské informace a způsobil, že němečtí generálové jednali podle britských plánů.
Když později Němci chtěli, aby informoval o efektu střel V-1 v Británii, což by si mohli ověřit, Britové Pujola „zatkli“. Němci, od nichž během války získal na odměnách pro sebe a své agenty 340 tisíc liber, mu pak na návrh Adolfa Hitlera 21. července 1944 udělili Železný kříž za zásluhy pro německé válečné úsilí. Pět měsíců nato získal od anglického krále Jiřího VI. Řád britského impéria.
Po válce se do Španělska nevrátil. Nebyl by tam v bezpečí, udáním mu vyhrožovala i jeho žena. V britské režii odjel v roce 1949 do Angoly, kde fingovaně zemřel na malárii. Pod novou identitou se přestěhoval do venezuelského města Lagunillas, kde provozoval obchod se suvenýry a knihkupectví.
Zemřel v Caracasu v roce 1988, bylo mu 76 let.

### Film
Tajná válka (12). Velká Británie, 2011. Režie Serena Davies. V orig. The Secret War. 52 min.